# Almarza de Cameros
Almarza de Cameros ist ein Bergort und eine zur bevölkerungsarmen Region der Serranía Celtibérica gehörende Gemeinde (municipio) mit insgesamt nur noch 40 Einwohnern (Stand: 2024) in der Autonomen Gemeinschaft La Rioja im Norden Spaniens.

## Lage und Klima
Der Ort Almarza de Cameros liegt in einem Seitental des Río Iregua gut 41 km (Fahrtstrecke) südwestlich der Provinzhauptstadt Logroño in einer Höhe von ca. 1060 m. Das Klima ist gemäßigt bis warm; Regen (ca. 635 mm/Jahr) fällt hauptsächlich im Winterhalbjahr.

## Bevölkerungsentwicklung
| Jahr      | 1857 | 1900 | 1950 | 1995 | 2018 |
| Einwohner | 261  | 269  | 154  | 39   | 28   |

Infolge der Mechanisierung der Landwirtschaft, der Aufgabe bäuerlicher Kleinbetriebe und des daraus resultierenden geringeren Arbeitskräftebedarfs ist die Einwohnerzahl seit der Mitte des 20. Jahrhunderts deutlich zurückgegangen.

## Wirtschaft
Die Gemeinde war jahrhundertelang zum Zweck der Selbstversorgung landwirtschaftlich orientiert, wobei die Viehwirtschaft (Milch, Käse, Fleisch, Wurst) im Vordergrund stand. Darüber hinaus wurde aus der im Frühjahr geschorenen Schafswolle Kleidung hergestellt. Heute werden vor allem im Sommer Ferienwohnungen (casas rurales) vermietet. Der zur Gemeinde gehörende und im Jahr 2010 noch 3 Einwohner zählende Weiler (pedanía) Ribavellosa ist inzwischen aufgegeben worden.

## Geschichte
Keltiberische, römische, westgotische und selbst islamisch-maurische Siedlungsspuren wurden auf dem Gemeindegebiet nicht entdeckt. Das hochgelegene Gebiet diente jahrhundertelang als Sommerweide für Schafe und Ziegen. Eine militärische Rückeroberung (reconquista) durch die Christen fand wohl nicht statt, doch wurde der Platz im Rahmen der Repoblación allmählich besiedelt. Im Mittelalter war die Region zwischen den Königreichen Kastilien und Königreich Navarra umstritten. Im Jahr 1366 übergab Heinrich von Tratamara etwa 40 Dörfer im Gebiet der Tierra de Cameros an seinen Getreuen Juan de Arellano, dessen Nachfahren die Gegend lange Zeit beherrschten. Nach der Abschaffung der Grundherrschaften im Jahr 1811 kam sie zur altkastilischen Provinz Soria und im Jahr 1822 zur neugeschaffenen Provinz Logroño, aus der später die Region La Rioja hervorging.

## Sehenswürdigkeiten

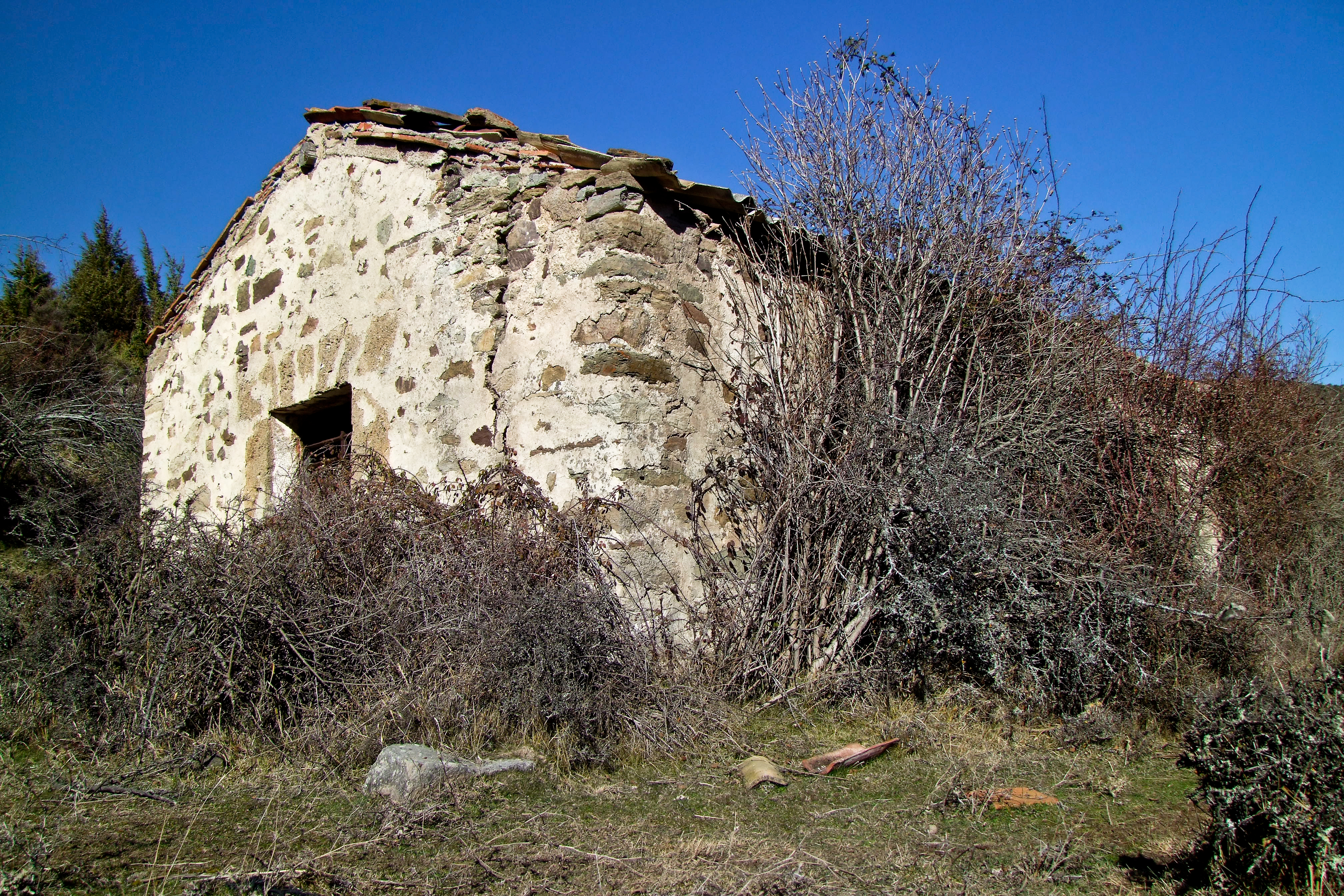
Ermita de Santiago

- Die im 16. Jahrhundert – mit Ausnahme der Ecksteine – aus unbehauenen Bruchsteinen errichtete Iglesia de Nuestra Señora del Campillo entstand an der Stelle einer romanischen Vorgängerkirche, von der noch der Taufstein (pila bautismal) erhalten ist. Im Boden der Kirche befinden sich mehrere Grabplatten.[5]
- Die alten Häuser des Ortes bestehen aus Bruchsteinen sowie aus Fachwerk mit Lehmfüllungen.
- Die nur aus einem einzigen Klassenraum bestehende örtliche Schule wurde in ein Museum umgewandelt.

Umgebung
- In der Umgebung des Ortes befinden sich mehrere – zum Teil ruinöse – Kapellen (ermitas).